# Crataegus songarica
Crataegus songarica — вид квіткових рослин із родини трояндових (Rosaceae).

## Біоморфологічна характеристика
Це невелике дерево чи кущ до 4–5 метрів заввишки; з колючками чи без, колючки 0.8–1.5 см, міцні. Гілочки пурпурувато-коричневі молодими, сірувато-коричневі старішими, рідко запушені, невдовзі ± голі. Листки: ніжки листків 2–2.5 см, голі чи майже так; пластини від ромбувато-яйцюватих до широко яйцюватих, 3.5–6.5 × 2.5–5.5 см, обидві поверхні запушені в молодому віці, потім ± голі, основа клиноподібна, рідше широко клиноподібна, край віддалено зазубрений і з 2-ма або 3 парами глибоких часток, або на верхівці неглибоко лопатевий, частки довгасті, верхівка гостра. Суцвіття — багатоквітковий щиток, 3–5 см у діаметрі. Чашолистки трикутно-яйцюваті чи широко-ланцетні, ≈ 3 мм, низ спочатку запушений потім голий; тичинок 15–20. Яблука червонувато-чорні з жовтим м'якушем, кулясті, рідше еліпсоїдні, 1.2–1.6 см у діаметрі, голі; чашолистки стійкі. Період цвітіння: травень; період плодоношення: липень.

## Ареал
Зростає центрально-західній Азії — Китай (Сіньцзян), Афганістан, Казахстан, Таджикистан, Киргизстан, Узбекистан, Іран, Пакистан, північно-західна Індія (Пунч, Кашмір).
Населяє долини, чагарники; на висотах 500–2000 метрів.

## Використання
Плоди вживають сирими чи вареними чи сушать. Плоди дрібні, борошнисті й соковиті. Плоди мають різноманітні лікувальні використання. 